# Torneig d'escacs d'Enghien
El Torneig d'escacs d'Enghien (en francès: Masters d'échecs d'Enghien) fou un torneig d'escacs del qual se celebraren cinc edicions entre 1995 i 2003, a la vila d'Enghien-les-Bains, les quals varen contribuir en gran manera al desenvolupament dels escacs a França. Fou en aquest lloc on Étienne Bacrot va assolir el seu títol de Gran Mestre Internacional, el més jove de la història dels escacs fins aquell moment.

## Edicions del torneig

### Primera edició: 1995
Victòria del primer jugador del rànquing del torneig, el GM letó Igors Rausis. El número 2 del rànquing inicial era l'MI català Joan Mellado, que va tenir una mala actuació acabant en 8è lloc, molt per sota de les expectatives. Robert Fontaine, Etienne Bacrot i Ekaterina Boroulia varen fer una norma de MI. Bacrot va fer la seva tercera i definitiva norma de Mestre Internacional, convertint-se així, als dotze anys, en el més jove MI del món.
Categoria V
| No. | Nom                | Títol | Nac.      | Elo  | 01 | 02 | 03 | 04 | 05 | 06 | 07 | 08 | 09 | 10 | Total | Class. |
| --- | ------------------ | ----- | --------- | ---- | -- | -- | -- | -- | -- | -- | -- | -- | -- | -- | ----- | ------ |
| 01  | Igors Rausis       | GM    | Letònia   | 2515 | X  | =  | =  | =  | 1  | =  | 1  | =  | 1  | 1  | 6,5   | 1r     |
| 02  | Robert Fontaine    |       | França    | 2285 | =  | X  | =  | 1  | 0  | =  | =  | 1  | 1  | 1  | 6     | 2n-4t  |
| 03  | Étienne Bacrot     | MF    | França    | 2395 | =  | =  | X  | =  | 1  | 0  | =  | 1  | 1  | 1  | 6     | 2n-4t  |
| 04  | Ekaterina Boroulia | GMF   | Alemanya  | 2370 | =  | 0  | =  | X  | 1  | 1  | =  | =  | 1  | 1  | 6     | 2n-4t  |
| 05  | Arnaud Payen       | MF    | França    | 2345 | 0  | 1  | 0  | 0  | X  | 1  | =  | =  | 1  | 1  | 5     | 5è     |
| 06  | Yohan Bénitah      |       | França    | 2320 | =  | =  | 1  | 0  | 0  | X  | 1  | =  | =  | =  | 4,5   | 6è-8è  |
| 07  | Jaroslav Srokowski | MI    | Ucraïna   | 2435 | 0  | =  | =  | =  | =  | 0  | X  | =  | 1  | 1  | 4,5   | 6è-8è  |
| 08  | Joan Mellado       | MI    | Catalunya | 2460 | =  | 0  | 0  | =  | =  | =  | =  | X  | 1  | 1  | 4,5   | 6è-8è  |
| 09  | Pierre Carbonnel   |       | França    | 2230 | 0  | 0  | 0  | 0  | 0  | =  | 0  | 0  | X  | 1  | 1,5   | 9è     |
| 10  | Alain Viot         |       | França    | 2150 | 0  | 0  | 0  | 0  | 0  | =  | 0  | 0  | 0  | X  | 0,5   | 10è    |

### Segona edició: 1997
Victòria conjunta d'Étienne Bacrot i de Víktor Kortxnoi. El jove francès va esdevenir, als 14 anys, el més jove Gran Mestre Internacional de la història (en aquell moment).
Categoria X
| No. | Nom                  | Títol | Nac.    | Elo  | 01 | 02 | 03 | 04 | 05 | 06 | 07 | 08 | 09 | 10 | Total | Class. |
| --- | -------------------- | ----- | ------- | ---- | -- | -- | -- | -- | -- | -- | -- | -- | -- | -- | ----- | ------ |
| 01  | Étienne Bacrot       | MI    | França  | 2500 | X  | 1  | =  | 0  | =  | 1  | =  | 1  | 1  | 1  | 6,5   | 1r-2n  |
| 02  | Víktor Kortxnoi      | GM    | Suïssa  | 2635 | 0  | X  | =  | =  | 1  | =  | 1  | 1  | 1  | 1  | 6,5   | 1r-2n  |
| 03  | Iossif Dorfman       | GM    | França  | 2585 | =  | =  | X  | =  | =  | =  | 1  | =  | 1  | =  | 5,5   | 3r     |
| 04  | Igors Rausis         | GM    | Letònia | 2470 | 1  | =  | =  | X  | =  | =  | =  | =  | =  | =  | 5     | 4t-6è  |
| 05  | Igor-Alexandre Nataf | MI    | França  | 2410 | =  | 0  | =  | =  | X  | 1  | =  | 1  | =  | =  | 5     | 4t-6è  |
| 06  | Kevin Spraggett      | GM    | Canadà  | 2580 | 0  | =  | =  | =  | 0  | X  | 1  | 1  | 1  | =  | 5     | 4t-6è  |
| 07  | Mikhaïl Ivanov       | GM    | Rússia  | 2500 | =  | 0  | 0  | =  | =  | 0  | X  | 0  | 1  | 1  | 3,5   | 7è-8è  |
| 08  | Jean-Luc Chabanon    | MI    | França  | 2435 | 0  | 0  | =  | =  | 0  | 0  | 1  | X  | =  | 1  | 3,5   | 7è-8è  |
| 09  | Robert Fontaine      |       | França  | 2320 | 0  | 0  | 0  | =  | =  | 0  | 0  | =  | X  | 1  | 2,5   | 9è     |
| 10  | Darko Anic           | MI    | França  | 2470 | 0  | 0  | =  | =  | =  | =  | 0  | 0  | 0  | X  | 2     | 10è    |

### Tercera edició: 1999
Fou el més fort torneig d'escacs (categoria XV) organitzat a França després del torneig de la Copa del món a Belfort el 1988. Tot guanyant en Victor Bologan en la darrera ronda, Joël Lautier s'endugué la victòria, confirmant el seu lloc entre els millors jugadors del món.
| No. | Nom                 | Nac.       | Elo  | 01 | 02 | 03 | 04 | 05 | 06 | 07 | 08 | 09 | 10 | Total | Class. |
| --- | ------------------- | ---------- | ---- | -- | -- | -- | -- | -- | -- | -- | -- | -- | -- | ----- | ------ |
| 01  | Joël Lautier        | França     | 2596 | X  | 1  | 1  | =  | 1  | 0  | =  | 1  | 1  | =  | 6,5   | 1r     |
| 02  | Victor Bologan      | Moldàvia   | 2609 | 0  | X  | 0  | 1  | 0  | 1  | 1  | 1  | 1  | 1  | 6     | 2n     |
| 03  | Ruslan Ponomariov   | Ucraïna    | 2609 | 0  | 1  | X  | =  | =  | =  | 1  | =  | =  | =  | 5     | 3r-5è  |
| 04  | Vladislav Tkatxov   | Kazakhstan | 2634 | =  | 0  | =  | X  | 1  | =  | =  | =  | 1  | =  | 5     | 3r-5è  |
| 05  | Étienne Bacrot      | França     | 2561 | 0  | 1  | =  | 0  | X  | =  | 1  | =  | =  | 1  | 5     | 3r-5è  |
| 06  | Valery Salov        | Rússia     | 2670 | 1  | 0  | =  | =  | =  | X  | =  | 0  | =  | =  | 4     | 6è     |
| 07  | Aleksandr Beliavski | Eslovènia  | 2650 | =  | 0  | 0  | =  | 0  | =  | X  | 1  | =  | =  | 3,5   | 7è-9è  |
| 08  | Igors Rausis        | Letònia    | 2508 | 0  | 0  | =  | =  | =  | 1  | 0  | X  | 0  | 1  | 3,5   | 7è-9è  |
| 09  | Matthew Sadler      | Anglaterra | 2667 | 0  | 0  | =  | 0  | =  | =  | =  | 1  | X  | =  | 3,5   | 7è-9è  |
| 10  | Christian Bauer     | França     | 2528 | =  | 0  | =  | =  | 0  | =  | =  | 0  | =  | X  | 3     | 10è    |

### Quarta edició: 2001
El torneig més fort organitzat a França després de l'edició anterior. Vladímir Akopian, subcampió del món de 1999, s'imposà per davant de Joël Lautier.
| No. | Nom               | Nac.          | Elo  | 01 | 02 | 03 | 04 | 05 | 06 | 07 | 08 | 09 | 10 | Total | Class. |
| --- | ----------------- | ------------- | ---- | -- | -- | -- | -- | -- | -- | -- | -- | -- | -- | ----- | ------ |
| 01  | Vladímir Akopian  | Armènia       | 2654 | X  | =  | =  | =  | 1  | =  | =  | =  | 1  | 1  | 6     | 1r     |
| 02  | Joël Lautier      | França        | 2658 | =  | X  | =  | 0  | =  | 1  | 1  | =  | 1  | =  | 5,5   | 2n     |
| 03  | Étienne Bacrot    | França        | 2627 | =  | =  | X  | =  | =  | 1  | =  | 0  | 1  | =  | 5     | 3r-5è  |
| 04  | Ievgueni Baréiev  | Rússia        | 2709 | =  | 1  | =  | X  | =  | 0  | 1  | =  | 0  | 1  | 5     | 3r-5è  |
| 05  | Loek van Wely     | Països Baixos | 2670 | 0  | =  | =  | =  | X  | =  | 1  | 1  | 1  | 0  | 5     | 3r-5è  |
| 06  | Aleksandr Grisxuk | Rússia        | 2668 | =  | 0  | 0  | 1  | =  | X  | =  | 1  | 0  | 1  | 4,5   | 6è     |
| 07  | Laurent Fressinet | França        | 2575 | =  | 0  | =  | 0  | 0  | =  | X  | 1  | 1  | =  | 4     | 7è     |
| 08  | Vladislav Tkatxov | França        | 2672 | =  | =  | 1  | =  | 0  | 0  | 0  | X  | =  | =  | 3,5   | 8-9è   |
| 09  | Victor Bologan    | Moldàvia      | 2676 | 0  | 0  | 0  | 1  | 0  | 1  | 0  | =  | X  | 1  | 3,5   | 8-9è   |
| 10  | Christian Bauer   | França        | 2612 | 0  | =  | =  | 0  | 1  | 0  | =  | =  | 0  | X  | 3     | 10è    |

### Cinquena edició: 2003
El rus Ievgueni Baréiev s'imposà per davant de l'anglès Michael Adams.
| No. | Nom               | Nac.        | Elo  | 01 | 02 | 03 | 04 | 05 | 06 | 07 | 08 | 09 | 10 | Total | Class. |
| --- | ----------------- | ----------- | ---- | -- | -- | -- | -- | -- | -- | -- | -- | -- | -- | ----- | ------ |
| 01  | Ievgueni Baréiev  | Rússia      | 2734 | X  | =  | =  | =  | 1  | =  | 1  | 1  | 1  | =  | 6,5   | 1r     |
| 02  | Michael Adams     | Anglaterra  | 2723 | =  | X  | =  | =  | =  | =  | 1  | 1  | =  | 1  | 6     | 2n     |
| 03  | Borís Guélfand    | Israel      | 2700 | =  | =  | X  | 1  | 1  | 1  | 0  | =  | 0  | 1  | 5,5   | 3r-4t  |
| 04  | Judit Polgár      | Hongria     | 2715 | =  | =  | 0  | X  | =  | =  | 1  | 1  | 1  | =  | 5,5   | 3r-4t  |
| 05  | Laurent Fressinet | França      | 2595 | 0  | =  | 0  | =  | X  | 1  | =  | =  | =  | 1  | 4,5   | 5è     |
| 06  | Christian Bauer   | França      | 2582 | =  | =  | 0  | =  | 0  | X  | =  | =  | =  | 1  | 4     | 6è     |
| 07  | Teimur Radjàbov   | Azerbaidjan | 2644 | 0  | 0  | 1  | 0  | =  | =  | X  | =  | =  | =  | 3,5   | 7è-8è  |
| 08  | Joël Lautier      | França      | 2666 | 0  | 0  | =  | 0  | =  | =  | =  | X  | 1  | =  | 3,5   | 7è-8è  |
| 09  | Vladímir Akopian  | Armènia     | 2703 | 0  | =  | 1  | 0  | =  | =  | =  | 0  | X  | 0  | 3     | 9è-10è |
| 10  | Víktor Kortxnoi   | Suïssa      | 2632 | =  | 0  | 0  | =  | 0  | 0  | =  | =  | 1  | X  | 3     | 9è-10è |